# J-GLOBAL
J-GLOBAL（ジェイ・グローバル、科学技術総合リンクセンター）は、科学技術振興機構（JST、Japan Science and Technology Agency）が運営する研究者情報、文献情報、特許情報、研究課題情報、機関情報、科学技術用語情報、化学物質情報、資料情報等の総合的学術情報データベース。全ての情報を無料で公開しており、オリジナル文献などの外部サイトの一次情報へのリンクもある。
また様々な種類のデータベースを統合することによって、例えば文献と特許の人名（著者・発明者）での名寄せ等、J-GLOBAL内で研究開発でキーとなる情報でのリンクを実現している。

## 収録情報

### 研究者
日本国内で研究活動を行っている研究者、海外で研究活動を行っている日本人研究者の氏名、所属機関、職名、研究分野、発表論文等。約34万件収録

### 文献
国内外の主要な科学技術・医学・薬学分野の文献の書誌（タイトル、著者、発表資料、巻号頁等）、抄録等。約6,074万件収録

### 特許
特許庁にて公開されている特許情報のうち書誌情報（タイトル、出願番号、発明者等）。請求項２以降の請求項、発明の詳細な説明、図面は掲載対象外。約1,490万件収録

### 研究課題
科学技術振興機構が推進する競争的資金制度による研究課題、研究領域の研究概要、実施期間、研究者等。約2万件収録

### 機関
科学技術・医学・薬学分野に関わる国内の大学、公的機関・企業・研究所等の機関名、代表者、所在地、事業概要等。約86万機関収録

### 科学技術用語
科学技術用語に関する同義語、関連語、上位語・下位語等。Sciterm (学術用語集)を2016年3月末から統合。約33万語収録

### 化学物質
有機化合物およびその混合物を対象とし、日本語名、英語名、法規制番号、構造情報等。約377万件収録

### 遺伝子
HOWDY-R（ヒト組織化全ゲノムデータベース）の遺伝子情報。遺伝子の正式名称、正式名称以外によく用いられる名称、遺伝子のタイプ、遺伝子座等　 約6万件収録

### 資料
「文献」情報を作成するために収集した国内外の雑誌、会議録、公共資料等の資料名、刊行頻度、発行機関（出版団体）等。　 約17万誌収録

### 研究資源
国内外の大学・公的研究機関等が保有する研究資源に関する概要等。約2,500件

## 連携サイト
- AGROPEDIA
- CrossRef
- EntrezGene
- HOWDY-R
- 特許情報プラットフォームJ-PlatPat
- JREC-IN Portal
- J-STAGE
- J-STORE
- MathSciNet
- 国立国会図書館サーチ
- PubMed
- researchmap
- ウィキペディア
- 医学・薬学予稿集全文データベース
- 研究.net
- KAKEN
- 生命科学データベース横断検索
- J-DreamⅢ
- SBIR
- Integbioデータベースカタログ
- 生命科学系データベースアーカイブ
- JSTプロジェクトデータベース